# Rajlovac (Sarajevo)

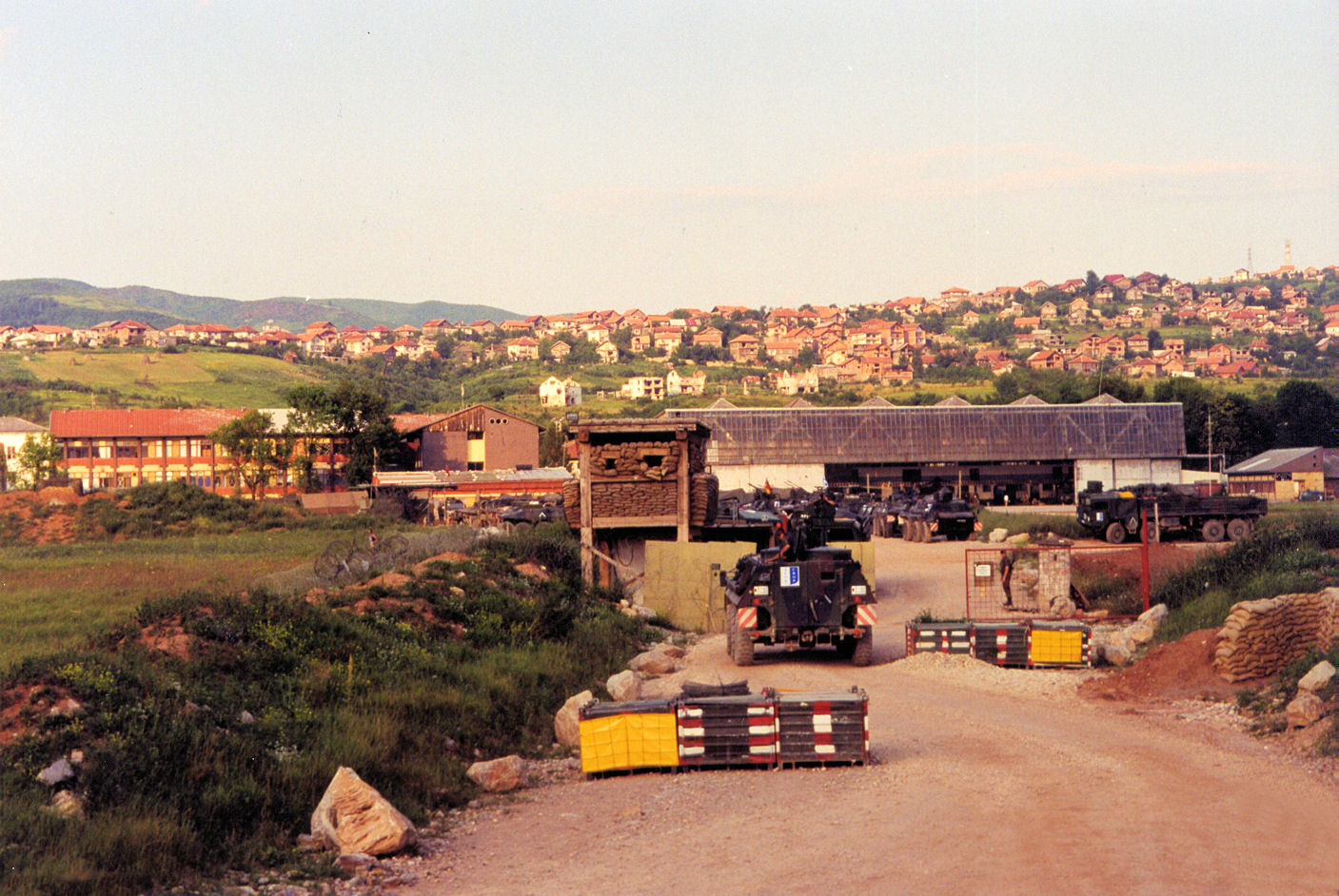
Rajlovac s vojenskou základnou během války, v roce 1994.

Rajlovac (v srbské cyrilici Рајловац) je bývalá vesnice, dnes součást hlavního města Bosny a Hercegoviny, Sarajeva. Nachází se na severozápadním okraji města, administrativně je součástí općiny Novi Grad. Rajlovac se nachází v širokém údolí řeky Bosny, blízko jejího soutoku s Miljackou.
V Rajlovaci se v dobách existence meziválečného království Jugoslávie nacházelo letiště, které bylo později předáno jugoslávskému letectvu. Dnes se zde nacházejí také kasárny. Bývalou vesnicí prochází rovněž železniční trať Šamac–Sarajevo, stojí zde nákladové nádraží. V roce 1949, v souvislosti se zhoršením vztahů mezi Jugoslávií a SSSR sem byla ze strategických důvodů přemístěna továrna na výrobu leteckých motorů, která do té doby sídlila v Pančevu u Bělehradu.
V roce 1991 zde v předvečer války v Bosně a Hercegovině probíhal spor místního obyvatelstva, které bylo do jisté míry srbské národnosti o vznik separátní místní části (srbochorvatsky mjesne zajednice) oddělené od původního Rajlovace. Spor nebyl vyřešen do války, po jejím skončení připadl Rajlovac Federaci Bosny a Hercegoviny a místní srbské obyvatelstvo do jisté míry odešlo.
V roce 2015 zde došlo k útoku islamisty na dva příslušníky ozbrojených sil Bosny a Hercegoviny.